# Доктор Живаго (фильм, 1965)
«До́ктор Жива́го» (англ. Doctor Zhivago) — фильм режиссёра Дэвида Лина в жанре эпической драмы, созданный по мотивам одноимённого романа Бориса Пастернака.
Пастернак работал над романом на протяжении 10 лет. Будучи чрезвычайно популярной на Западе, книга была запрещена в СССР на протяжении нескольких десятилетий, а сам писатель подвергнут травле, вынудившей его отказаться от Нобелевской премии. Одна из наиболее успешных картин в истории киностудии MGM. Картина завершила историческую трилогию главных работ в фильмографии режиссёра, в которую также входят «Мост через реку Квай» и «Лоуренс Аравийский».
Сюжет повествует о судьбе врача и поэта Юрия Андреевича Живаго в период приблизительно с 1902 по 1929 годы. Все события картины происходят сначала в царской России, затем в СССР. Драме внутри любовного треугольника главных героев противопоставлен исторический фон войн и революций, через которые прошло государство. Социальный подтекст, связанный с запрещённым в СССР романом Бориса Пастернака, русская тема, затронутая в сюжете, вызвали значительный резонанс во всём мире. Популярность приобрёл саундтрек картины, написанный Морисом Жарром.
Картине сопутствовал значительный кассовый успех: она заработала в международном прокате около 200 млн долларов (что по курсу 2014 года составило бы более 2 млрд долларов США), заняв 9-е место в десятке самых кассовых фильмов с учётом инфляции ($2 233 000 000). В списке наиболее успешных в североамериканском прокате картин за всю историю кино она занимает 8-е место. Успешный прокат спас компанию MGM от финансового кризиса, в котором она находилась во второй половине 1960-х годов. Работа Дэвида Лина заслужила, главным образом, отрицательные отзывы критиков, которые остались недовольны режиссёрским решением, считая, что тот «тривиализировал историю», а также «затянутостью и излишней мелодраматичностью сюжета». Российские критики отметили «слабую аутентичность и множество ошибок и китчевых эпизодов по ходу сюжета». Несмотря на это, лента, в которой Лин обратился к человеческим темам, была высоко оценена престижными кинонаградами, получив 5 премий «Золотой глобус» при 6 номинациях и 5 премий «Оскар» при 10 номинациях, а также 3 «Давида ди Донателло» и «Грэмми».
По версии Американского института кино картина занимала 39-е место в списке 100 лучших американских фильмов столетия на 1998 год (в 2007 году выбыла из списка) и 7-е место в списке 100 самых «страстных» американских фильмов по версии AFI. Британский институт кинематографии поставил фильм на 27-е место в списке «100 лучших британских фильмов XX века».

## Сюжет
Действие картины начинается примерно в 1940-е годы. Генерал Евграф Живаго, командующий одной из коммунистических строек, вызывает к себе рабочую Таню Комарову. Он расспрашивает девушку, не является ли та дочерью его сводного брата Юрия, и показывает ей книгу его стихов.
История Юрия Андреевича Живаго переносит действие в дореволюционную Москву, в 1902 год, и начинается с детства и смерти его матери. Та оставляет сыну на память балалайку. Юру усыновляют Александр и Анна Громеко, друзья семьи. Юра увлекается поэзией и учится на медика. По настоянию Анны Юрий женится на Тоне Громеко. Другая сюжетная линия рассказывает о Ларе (Ларисе), дочери портнихи Амелии. За девушкой ухаживает молодой революционер, участвующий в подпольной деятельности большевиков, Павел Антипов . Дом портнихи навещает любовник Амелии, состоятельный адвокат Комаровский, который начинает ухаживать и за Ларой. В канун Рождества он приглашает девушку на свидание. Узнав об этом, её мать с горя пытается отравиться, но её спасают Юрий и его преподаватель, профессор медицины. Так Юрий знакомится с Ларой. Паша Антипов тем временем собирается взять Лару в жёны. Комаровский отговаривает её, объясняя, что в браке нужен более солидный выбор. После разговора Комаровский задерживается в номере ресторана и там насилует Лару. Потрясённая девушка находит револьвер, который дал на сохранение её жених, и легко ранит Комаровского во время рождественского бала. Пострадавший Комаровский прощает девушку.
Начинается Первая мировая война. В Москве царит атмосфера патриотического подъёма. Практикующего врача Юрия направляют на фронт, в военно-полевой госпиталь. Война продолжается, и в результате антивоенной агитации на фронте начинается массовое дезертирство, солдаты покидают действующую армию. Во время стычки дезертиров и новобранцев Юрий случайно замечает Лару Антипову, которая, как оказалось, добровольно отправилась на фронт медсестрой, чтобы найти пропавшего без вести мужа Павла. Юрий и Лара проводят вместе примерно полгода, между ними возникают чувства, но они сдерживаются от их явного проявления. В стране в это время происходит Октябрьская революция.
Война заканчивается, и Юрий появляется в Москве. Здесь он возвращается к семье, жене Тоне и маленькому сыну. Он начинает публиковать свои произведения. Вскоре пришедшие к власти большевики собираются уплотнить дом Громеко, подселив новых жильцов. Юрий встречается со сводным братом Евграфом, сотрудником ВЧК. Евграф симпатизирует ему и даёт понять, что стихи Юрия не понравились властям, и неблагонадёжного поэта может ожидать скорый арест. Евграф помогает оформить документы, и семья Живаго покидает столицу, отправляясь в семейное имение Громеко Варыкино, расположенное за Уралом.

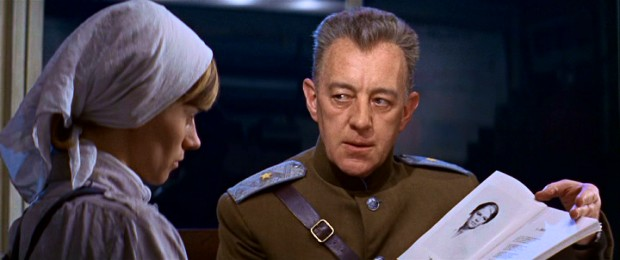
Начало картины. Евграф Живаго (Алек Гиннесс) показывает книгу стихов Тане Комаровой (Рита Ташингем)

Семья Юрия, мучаясь от холода и тесноты вагона для скота, переживает долгое путешествие на восток. Добравшись до Варыкино, путешественники узнают о конфискации имения, и им приходится поселиться в небольшом заброшенном флигеле. Живаго восстанавливают дом и ведут деревенское хозяйство. Однажды Юрий узнаёт о судьбе своей возлюбленной. Оказывается, Лара с дочерью также не вернулась в столицу и проживает в близлежащем городе Юрятине. Живаго бросается к ней, встречается и проводит с Ларой ночь. Они встречаются ещё несколько раз, и Юрий мучится от того, как признаться во всём жене, которая, ко всему прочему, ждёт ребёнка. Судьба готовит ему испытание. Во время возвращения из Юрятина Юрия захватывают партизаны и переправляют в отряд красных, борющийся с белыми отрядами. Партизанам нужен врач, и они надолго оставляют у себя Юрия, без какой-либо весточки родным и близким. Только через два года ему удаётся вернуться назад. Семьи в Варыкино уже нет. Возвращаясь к Ларе, Юрий узнаёт из письма, что жену и дочь депортировали, а Тоня знала о его любовной связи и даже благословляла её.
Юрий переезжает жить в Варыкино вместе с Ларой, обретая, наконец, счастье и душевный покой. Он начинает писать поэму, названную именем любимой женщины. В морозную ночь и вьюгу в их доме появляется Комаровский, бегущий из Москвы во Владивосток. Комаровский рассказывает о судьбе Паши Антипова, ставшего противником большевистского режима. Его арестовали недалеко от Юрятина, когда он искал Лару. Пока его вели на расстрел, он выхватил револьвер у конвоира и застрелился. Власти знают о нём и Ларе, и теперь могут нагрянуть с арестом, поэтому её срочно нужно эвакуировать. У Комаровского есть возможность организовать отъезд за рубеж. Юрий соглашается с тем, что Лара уедет, но сам он покидать родину не хочет. Лара уезжает в одном купе вагона вместе с Комаровским.
Проходит время. 1929 год. Будучи в Москве, Юрий неожиданно видит на улице девушку, похожую на Лару. Он выскакивает из вагона трамвая, пытается догнать её, падает от внезапного сердечного приступа и умирает прямо на мостовой. После похорон Лара с помощью Евграфа безуспешно пытается найти свою дочь, потерявшуюся во время скитаний в Монголии. Евграф Живаго замечает, что раньше поэтические произведения Юрия Живаго были под запретом, но теперь они разрешены к публикации и аудитория может, наконец, оценить их. После этого Лара уходит и впоследствии гибнет или пропадает без вести в одном из лагерей.
Повествование снова возвращается в 1940-е годы. Девушка, которую расспрашивал Евграф Живаго, так и не признаётся в том, кто её родители. Когда Таня Комарова уходит, генерал замечает у неё за спиной ту самую балалайку, которая когда-то принадлежала Юрию.

## В ролях
| Актёр             | Роль                                      |
| ----------------- | ----------------------------------------- |
| Омар Шариф        | Юрий Андреевич Живаго, врач и поэт        |
| Джули Кристи      | Лара Антипова (Гишар)                     |
| Джеральдин Чаплин | Тоня Громеко, жена и кузина Юрия Живаго   |
| Род Стайгер       | Виктор Комаровский, зажиточный адвокат    |
| Алек Гиннесс      | Генерал Евграф Живаго, сводный брат Юрия  |
| Том Кортни        | Павел Антипов / Стрельников, революционер |
| Шивон Маккенна    | Анна Громеко, мачеха Юрия                 |
| Ральф Ричардсон   | Александр Громеко, отчим Юрия             |
| Клаус Кински      | Костоед-Амурский                          |
| Рита Ташингем     | Таня Комарова                             |

## Работа над картиной

### Предыстория
Съёмкам фильма предшествовали события, связанные с публикацией романа Бориса Пастернака на Западе. Несмотря на хрущёвскую оттепель, произведение не удалось напечатать в СССР. Пастернак тайно передал рукопись в 1956 году издателю-коммунисту Джианджакомо Фельтринелли. Роман впервые увидел свет в его итальянском издательстве в 1957 году, что повлекло за собой гонения на писателя, ставшего опальным. Бориса Пастернака исключили из Союза писателей СССР. Не помогло и то, что Пастернак был вынужден подписать письмо о запрете издания произведения за рубежом. Роман тем временем быстро приобрёл известность, был переведён на многие языки и стал бестселлером. В 1958 году Борис Пастернак за совокупность работ и создание эпопеи «Доктор Живаго» удостаивается Нобелевской премии по литературе. Пастернак вынужден был послать Нобелевскому комитету телеграмму с отказом от премии. В 1960 году Борис Пастернак скончался.
В 1963 году продюсер Карло Понти приобрёл у Фельтринелли права на экранизацию романа. Понти был известен по работе над картиной «Дорога» Феллини и масштабным проектом «Война и мир». Понти смог заинтересовать проектом экранизации Роберта О’Брайена, президента MGM, в съёмках фильма, встретившись с ним в офисе компании в Калифорнии. Понти сразу предложил привлечь в качестве режиссёра Дэвида Лина, заработавшего имя на нескольких масштабных постановках. В тот момент Лин только закончил работу над картиной «Величайшая из когда-либо рассказанных историй», где он был вторым режиссёром, и вынашивал планы фильма по мотивам биографии Леонардо Да Винчи. Понти выслал экземпляр книги Лину, и тот после первого же прочтения был совершенно ею очарован. Лин согласился подписать контракт с оговорками: часть гонорара за съёмки ему выплатят вперёд, сценаристом будет Роберт Болт, и продюсер не будет вмешиваться в рабочий процесс. По предварительной договорённости бюджет проекта составлял 11 млн долларов.

### Подготовка к съёмкам
Сценарист Роберт Болт отнёсся к первоисточнику без пиетета. В рабочем дневнике он написал: «История второсортная, но писательская манера хороша, — и добавил — сюжет прост. Мужчина любит одну, а женится на другой. Трюк в том, чтобы публика не стала его за это осуждать». Сам Лин любил одну женщину (Барбара Коул, член съёмочной группы фильма), а женат был на другой (Лейла Лин), так что терзания Юрия Живаго ему были вполне понятны. Работа над сценарием началась летом 1963 года в Венеции, где проживал Болт и куда приезжал для консультаций Лин. Подготовка сценария сильно затянулась из-за развода Болта. Затруднение вызывал также эпический размах литературного источника, который необходимо было ужать в определённый временной формат. Болт даже оценил, что если бы роман был экранизирован без купюр, то занял бы около 50 часов экранного времени.
В апреле 1964 года 50-страничный черновик был сдан в отдел сценариев MGM и получил предварительное одобрение. Далее возник перерыв, вызванный свадьбой сценариста и работой над другими проектами. В ноябре 1964 года работа над сценарием продолжилась в Мадриде. Возникла новая сложность, связанная с концовкой романа. В первоисточнике возникает длительная сюжетная лакуна: после смерти Лары события вновь продолжаются уже во вторую мировую войну. Для целостности канвы фильма пришлось придумать новый ход — ввести рассказчика, в качестве которого выбрали фигуру Евграфа Живаго, ставшего с лёгкой руки сценариста офицером ЧК. С таким ходом событий, рассказанных от лица Евграфа, пришлось значительно переделывать весь текст и часть событий преподнести как флэшбеки. Кроме этого, Лин уточнил, что не собирается фокусироваться на политической и исторической стороне повествования. Революция и другие исторические катаклизмы должны стать только канвой к любовной истории. «Я не философ, — говорил о себе Лин, — моё дело развлекать». Также были добавлены эпизоды, которых не было в книге, в частности, совершенно отличающаяся от оригинальной трактовка первой встречи Лары и Юрия. В рамках романтической основы сюжета эти важные сюжетные повороты представлялись режиссёру более естественными. Работа над сценарием была полностью закончена в феврале 1965 года, когда съёмки уже были в разгаре. Более чем 500-страничный роман был сокращён до 284-страничного сценария.

### Подбор актёров и съёмочной группы
Подбор актёров начался осенью 1964 года, ещё до окончания работы над сценарием. С самого начала Понти рассчитывал, что на главную роль выберут его супругу Софи Лорен, но та не прошла кинопробы. 30-летняя Лорен выглядела слишком чувственной и зрелой женщиной для актрисы, которой предстояло в начале картины изображать 17-летнюю невинную Лару. Студия предлагала различные кандидатуры, включая Иветт Мимо и Джейн Фонда. Посмотрев комедию «Билли-лжец», Лин заметил молодую актрису, исполнявшую роль второго плана, — Джули Кристи — и сразу понял, что она подходит как нельзя лучше. В этом же фильме Лин отметил партнёра Джули — Тома Кортни. На роль революционера Паши Антипова предварительно планировался Теренс Стэмп, но Лин передал её Кортни. На роли второго плана Лин «с благоговением» пригласил тех, с кем работал уже не раз — классиков английского кино: Ральфа Ричардсона и Алека Гиннеса. «Я был не достоин даже стоять рядом с ними», — говорил Лин. Тем не менее Алек Гиннес далеко не сразу дал согласие режиссёру на съёмки, вспомнив не самый положительный предшествовавший опыт работы. В то же время роль Евграфа Живаго, рассказчика, также его не прельщала: актёр полагал, что образ Александра Громеко соответствовал бы его манере в большей степени, но Лину удалось с ним договориться. На роль предателя Комаровского был приглашён Род Стайгер, единственный американский актёр в составе будущей картины. На обложке модного журнала Лин заметил танцовщицу Джеральдин Чаплин, тогда совсем молодую, и пригласил её на роль Тони Громеко в качестве дебюта в англоязычном кино. Ему даже пришлось связаться с её родителями Чарльзом Чаплином и Уной О’Нил, дабы получить их разрешение.

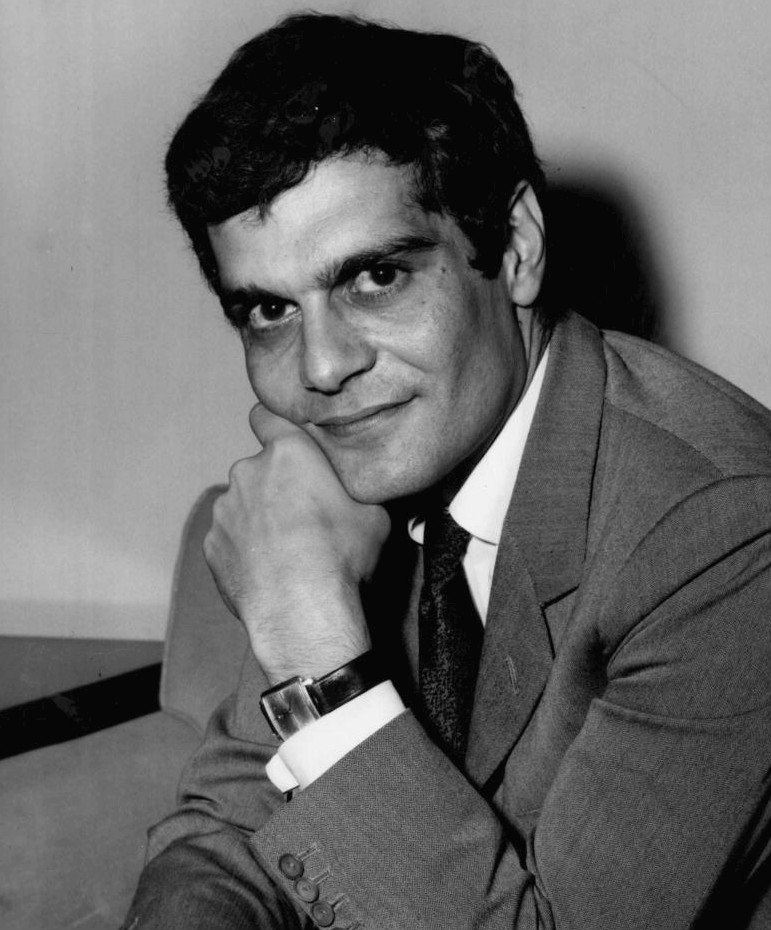
Омар Шариф в 1963 году

Некоторые сложности возникли с главной мужской ролью. Питер О’Тул, которому первоначально выслали сценарий, вежливо отказался, намекнув на то, что не собирается опять провести два года в пустыне. Актёр, в любом случае, был недоступен, так как начинал съёмки в картине «Ночь генералов». Были варианты с Полом Ньюменом и Максом фон Сюдовом. Лин вспоминал, что кандидатуру Омара Шарифа, которого он помнил по роли второго плана в «Лоуренсе Аравийском», предложила его девушка Барбара Коул. Шариф, когда с ним связались, довольно долго не мог поверить в серьёзность намерений: тот, будучи египтянином со смуглой кожей, по его собственным представлениям, никак не соответствовал русскому типажу. Однако Лину удалось убедить его в том, что перевоплощение и грим сделают своё дело, главное — представить себя русским. Актёр впоследствии вспоминал, как в ходе съёмок требовалось немало усилий гримёра, чтобы придать его лицу более славянскую внешность, хотя восточное лицо придавало Юрию Живаго своеобразный колорит.
Таким образом, в будущей картине возник ансамбль из молодых (Чаплин, Ташингем, Кристи) и состоявшихся актёров (Гиннес, Ричардсон), что вполне соответствовало режиссёрскому замыслу. Руководство студии не поддерживало такой выбор, но Лин считал, что риск привлечения молодых актёров в высокобюджетный проект абсолютно оправдан — именно так, во взаимодействии со зрелыми мастерами, рождается и кристаллизуется талант.
Основу съёмочной группы фильма также составили те, с кем Лин уже имел опыт работы в картинах «Лоуренс Аравийский» и «Мост через реку Квай»: художник-постановщик (Джон Бокс), без которого Лин не начинал фильмы, костюмер Филис Долтон и композитор Морис Жарр. Однако на ключевые позиции редактора и оператора пришлось взять новых людей, так как ветераны прошлых фильмов оказались заняты в других картинах. Норманн Сэвидж был до этого помощником редактора и теперь получил повышение. Лин надеялся, что сможет получить в команду Фредди Янга, но оператор был уже занят в картине «Хартум». Вместо него пришлось взять на эту позицию Николаса Роуга.
В качестве статистов привлекались испанские и итальянские актёры. Съёмки происходили с размахом и привлечением большого количества статистов для батальных сцен и демонстраций. В некоторых сценах было занято свыше 3-х тысяч статистов.

### Места съёмок

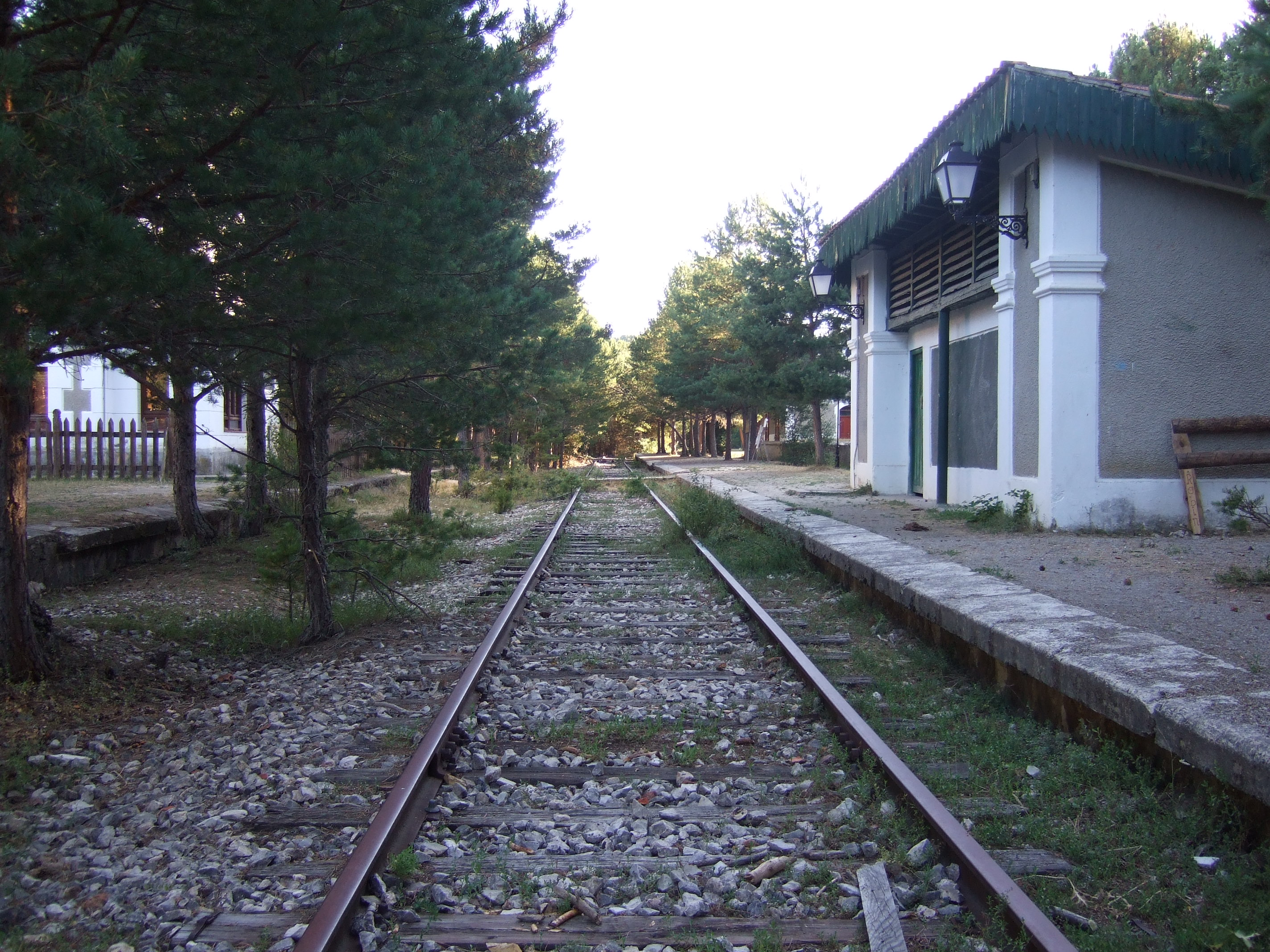
Железнодорожная станция Навале́но (провинция Сория) была задействована в съёмках

Карло Понти понимал, что вряд ли картину разрешат снимать в Советском Союзе, но всё же ему хотелось снимать там, где происходят события романа. Он решил попробовать и по дипломатическим каналам направил запрос в СССР. Ответ развеял все надежды. В весьма жёсткой форме советская сторона отказала в такой возможности. Команда разведчиков режиссёра объездила свыше десяти тысяч миль в поисках подходящего места. Рассматривался вариант с Финляндией, но он не подошёл — в стране не было поблизости подходящей крупной студии для столь ответственного и дорогостоящего проекта. В конце концов, был выбран компромиссный вариант. Основной съёмочной площадкой стала популярная у кинематографистов в 1960-е годы студия CEA в Испании, а натурные съёмки зимних сцен проводились в Финляндии на озере Пюхяселькя близ города Йоэнсуу. В августе 1964 года в пригороде Мадрида Канильехас (Канильехас) началось строительство бутафорской Москвы. Около восьмисот рабочих построили две полных улицы, изображавших русскую столицу начала XX века. Одна играла роль зажиточного квартала, на ней была возведена церковь, проведена трамвайная линия, а кончалась она полноценной репликой Красной площади, Кремля и храма Василия Блаженного. Другая была «бедным кварталом» и на ней присутствовала «фабрика» с дымовой трубой. Каждая улица была около 600 метров длиной. Три строения из тех, что были возведены, являлись в полном смысле зданиями с интерьерами и должны были играть роль домов героев.

### Производство
Съёмки картины начались 28 декабря 1964 года со сцены похорон матери Юрия Живаго. К некоторой неожиданности для создателей, киностудия MGM решила сэкономить, и потому съёмка велась не на 70-мм плёнку (как это было в предыдущей кинокартине Лина), а в более бюджетном формате, так называемом Panavision 70. Съёмка велась на 35-мм плёнке в анаморфированной проекции 2.20:1, а прокатные копии, при помощи фотоувеличения, печатались на 70-мм плёнку.
Одной из основных проблем в ходе съёмок стали постоянные споры режиссёра с оператором картины Николасом Роугом. Режиссёр картины видел её снятой в мрачных и холодных тонах. Даже любовные сцены должны были передаваться на плёнке без теплоты, с настроением безысходности. Оператор, который в предыдущем проекте был помощником режиссёра, видел картину совсем иной и гораздо более оптимистичной. Кончилось это размолвкой. Лин дождался окончания контракта в картине «Хартум» и пригласил в картину оператора Фредди Янга — того, с кем он работал уже много лет.
В целом между молодыми актёрами и режиссёром на съёмочной площадке было полное взаимопонимание, хотя поначалу режиссёру приходилось просто заставлять их точно следовать его инструкциям. Джулия Кристи отзывалась о Дэвиде Лине как о прекрасном учителе, который позволил в полной мере раскрыть её потенциал, тем более что молодёжь на площадке очень трепетно относилась к самой возможности поработать с мастером. Режиссёрский стиль Лина состоял в том, что он держал картину «в голове», предпочитал точно следовать сценарию и не жаловал импровизации. «Я сомневаюсь, что вы за одну минуту придумаете нечто лучше, чем мы готовили заранее», — говорил он актёрам. Поэтому каждая сцена тщательно готовилась заранее, ставился свет и выстраивалась мизансцена. Режиссёр очень ответственно относился к репетициям и никогда не жалел на них времени. Лин прислушивался также и к мнению исполнителей. В ходе сцены, в которой Комаровский целует Лару в санях, Род Стайгер заметил, что в ней нет неожиданности, хотя, по замыслу, Лара должна была оказаться застигнутой врасплох. Тогда Стайгер потихоньку договорился с Лином, что поцелуй будет более страстным, чем было задумано. Актриса оказалась несколько шокирована такой вольностью, и сцена удалась.

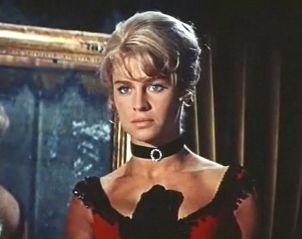
Джули Кристи отказывалась сниматься в сцене совращения в ярко-красном платье, считая, что оно ей не идёт. Дэвид Лин убедил актрису, что всё нормально. Платье подарил ей ненавистный Комаровский, и недовольство на лице будет выглядеть вполне уместно

С более опытными актёрами возникали трения, особенно с Алеком Гиннесом, известным своим непростым характером. Режиссёр хотел более эмоциональной игры в некоторых сценах. Гиннес придерживался собственного мнения на этот счёт и приводил любимый актёрский афоризм: «Лучше недоиграть, чем переиграть». Гиннес так и остался недовольным своей работой в «Докторе Живаго» и невысокого мнения о Дэвиде Лине как о режиссёре. C неожиданной проблемой обратился к режиссёру Омар Шариф. Он заметил, что никто из съёмочной группы не отмечает его игру ни в положительном, ни в отрицательном смысле. Хотя Юрий — главный герой, он становился словно бы статистом в фильме, и на него не обращают внимания. Лин успокоил актёра, сказав, что таков замысел: Юрий Живаго — наблюдатель, роман и сценарий построены так, словно события видятся его глазами. «Не сомневайся, когда картина выйдет в прокат, у тебя не будет недостатка во внимании», — сообщил он Шарифу. Нежные чувства между Юрием и Ларой совсем не соответствовали их взаимоотношениям за кадром. Омар и Джули скорее недолюбливали друг друга, и после окончания съёмок они не встречались.
Самый сложный момент в ходе съёмок произошёл во время сцены отъезда Юрия с семьёй. На товарном вагоне, в котором стоял Омар Шариф, была смонтирована камера, показывавшая события «из глаз» Юрия. Крестьянка (актриса Лили Мурати) должна была догнать вагон, бросить в него ребёнка и затем попытаться запрыгнуть в поезд на ходу. Шариф, в ходе съёмки, поймал актрису за руку, но не смог её удержать, и Лили упала вниз под колёса. Съёмки срочно остановили. К счастью, вагон её не переехал, но Лили сломала ногу. Режиссёр распорядился отвезти актрису в больницу и затем срочно одеть и загримировать дублёршу, дабы съёмки технически сложного эпизода не простаивали. Позднее Лин прокомментировал свои хладнокровные действия так: «Военная операция не должна останавливаться из-за потери одного солдата». Дубль оказался удачным и вошёл в окончательный монтаж фильма. В ходе съёмок происходили и другие инциденты. Для сцены демонстрации консультант картины Эндрю Молло порекомендовал в качестве звукового сопровождения «Интернационал». Консультант и режиссёр не учли, что съёмка проходила во франкистской Испании, где коммунистическая партия была запрещена. Полицейскому патрулю, который с удивлением наблюдал за тысячами статистов, марширующих с красными флагами под «Интернационал», пришлось объяснять, что идут съёмки исторического фильма.
Съёмки проходили в сложных условиях. Общая продолжительность производства картины составила свыше 10 месяцев, и некоторые зимние сцены случалось снимать летом. Температура достигала 47 °С в тени, а трейлеры не были оборудованы кондиционерами. Особенно неприятно для актёров было одеваться в меховые одежды. Позже Болт сетовал, что когда писал сценарий, не подумал, в какое время года и где будут проходить съёмки. Костюмеру Филлис Долтон приходилось пристально следить за тем, чтобы актёры не «забыли» надеть тёплую одежду в соответствующую сцену. Для изображения цветущего поля было закуплено и высажено около 7 тысяч луковиц нарциссов. Дело происходило в январе, но из-за аномально тёплой зимы цветы всё равно быстро проросли и начали раскрываться прежде, чем закончились съёмки. Рабочим пришлось поспешно выкапывать и переносить их в более холодное место.

Отдельные сцены картины снимались в Финляндии. Визуальный ряд картины, операторское решение, по мнению большинства критиков, — одна из самых сильных сторон фильма

Съёмки событий в забытой деревушке Варыкино в зимней России планировалось провести в провинции Сория, примерно в 150 км к северу от Мадрида. Здесь были построены декорации домика, где перезимовала семья Живаго и сказочного ледяного дворца. В этой местности в декабре обычно выпадал снег, и проблем с осадками не ожидали, но именно зима 1964/1965 годов оказалась практически бесснежной. Создателям картины пришлось искать альтернативное решение, и снег заменили несколькими сотнями тонн мраморной крошки, которой засыпали землю, а также белой краской. Интерьер домика был воспроизведён в мадридской студии, в которой прошли павильонные съёмки. Источником вдохновения для художника-декоратора Джона Бокса при создании ледяного дворца отчасти послужили фотографии хижины, в которой зимовала экспедиция Роберта Скотта. Ледяные фигуры — это застывший парафин, покрытый белой краской.
Сцену, в которой Лара подносит свечу к замёрзшему окошку и оттаивает кружок, пришлось тщательно готовить. Водяной лёд заменили сухим льдом, который растапливали, направляя поток тёплого воздуха на окно снаружи. Льдинки заменили кусочками слюды. Недюжинную изобретательность пришлось проявить, дабы показать в эпизоде замёрзшее озеро, которое форсирует красная конница. Эпизод также снимали летом. Пришлось забетонировать обширную ровную площадку и покрыть её мраморной крошкой, которую дополнительно измельчили катком. Режиссёру необходимо было добиться эффекта скольжения лошадей по льду, и эту хитрость Лин подсмотрел у Сергея Эйзенштейна в сцене ледового побоища. На бетон в некоторых местах положили стальные листы и сверху уже насыпали крошку.
Все эти обстоятельства привели к задержке графика и перерасходу бюджета. В марте 1965 года съёмочную площадку в Мадриде посетил Роберт О’Брайен. Несмотря на все проблемы, он остался доволен ходом работ и одобрил увеличение бюджета. «Чтобы получить „Оскар“, достаточно снять в картине три по-настоящему хороших кадра», — успокоил он режиссёра, который в спешке заканчивал производство.
В марте 1965 года съёмочная группа выехала в Финляндию, в городок Йоэнсуу, примерно в 370 км к северо-востоку от Хельсинки и примерно в 60 км от границы с СССР. «Мы подобрались так близко к России, как могли», — вспоминал Лин. Здесь снимались панорамные сцены в зимней России и поездка Юрия за Урал. Финская государственная железная дорога выделила для съёмок два паровоза и 32 вагона, которые оформили под советские модели подвижного состава 1940-х годов. Непосредственно съёмки проходили недалеко от озера Пюхяселькя при температурах около −40 °С. Из-за этого, а также из-за короткого солнечного «окна» график затягивался, и за день удавалось работать не более 4—6 часов. 25 марта группа вернулась в Испанию, продолжив работу. Отдельные эпизоды, без участия основного актёрского состава, были сняты в Канаде второй операторской группой. Сцены пролога и концовки картины были сняты в районе гидроэлектростанции Альдеадавила, расположенной недалеко от Саламанки.

### Монтаж и выпуск в прокат
Натурные и павильонные съёмки были завершены 7 октября 1965 года и заняли 232 дня. Для фильма длительностью 197 минут это исключительно продолжительный график в практике Голливуда. Лин планировал премьеру на март 1966 года, но руководство MGM настоятельно рекомендовало закончить монтаж к декабрю 1965 года — коммерчески самое подходящее время. Президент компании сообщил съёмочной группе, что уже снял кинотеатры и концертные залы в Нью-Йорке и Лос-Анджелесе (он был абсолютно уверен, что фильм получит награду американской киноакадемии). MGM после провала в прокате дорогостоящего «Мятежа на „Баунти“» жизненно нуждалась в успехе. Режиссёр поначалу сказал, что это нереально, но потом, подумав, согласился. Дэвиду Лину и редактору Норману Сэвиджу создали все условия для круглосуточной работы в калифорнийской студии MGM в Калвер-Сити. Через 10 недель отчаянной спешки рабочий материал из 31 часа был смонтирован до 197 минут. Было завершено озвучивание. 14 декабря за восемь дней до премьеры была завершена запись всех музыкальных треков. Окончательный монтаж Лин доделывал в последние часы, и бобина с плёнкой была доставлена в Нью-Йорк за день до премьеры.

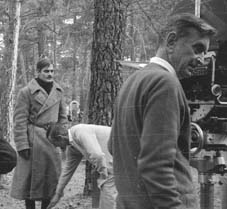
Дэвид Лин и Омар Шариф на съёмках

После премьеры реакция аудитории была весьма сдержанной и было заметно, что большинство зрителей с трудом дотерпело до конца продолжительной картины. На устроенную MGM после премьеры вечеринку почти никто из приглашённых гостей не остался, что сильно разочаровало создателей картины. Первая реакция критики была преимущественно негативной. Руководство MGM также высказало замечания по монтажу, но в целом осталось довольным результатом. Роберт О’Брайен одобрил выделение 1 млн долларов на рекламную кампанию фильма. Окончательно бюджет картины составил примерно 15 млн долларов. После новогодних праздников Лин и Сэвидж вернулись к монтажному столу и перемонтировали ленту. Длительность кинотеатральной версии составила в итоге 180 минут. Лин постарался не выбросить ни одной сцены и добился сокращения длительности за счёт повсеместного уменьшения пауз и незначащих реплик. Картина вышла в прокат. В первые две недели залы кинотеатров были пусты, но затем ситуация поменялась. Пластинка с саундтреком картины стала лидером продаж, чем немало способствовала росту популярности фильма. Постепенно, получив признание по «сарафанному радио», картина начала привлекать зрителей.
В советское время и книга, и фильм были запрещены. В 1970 году для съёмочной группы фильма «Бег» советским киноначальством был устроен закрытый показ этого фильма. В СССР книга была издана в 1988 году на волне перестройки и гласности, картина впервые после длительного запрета была показана в прокате в России в 1994 году. Переиздания на цифровых носителях после 1995 года и появление документальных материалов снова привлекли внимание критики и специалистов к картине и истории её создания.

## Оценка

### Признание
Несмотря на негативную реакцию критики, фильм собрал богатый урожай кинопремий. В феврале 1966 года картина стала победителем во всех пяти важнейших номинациях на церемонии вручения «Золотого глобуса». Лин стал готовиться к церемонии вручения премии американской киноакадемии с обоснованной надеждой: он уже имел устойчивую репутацию любимца киноакадемиков.
На церемонии вручения «Оскаров», состоявшейся 18 апреля 1966 года, картину ждал успех. «Доктор Живаго» был представлен в 10 номинациях и выиграл из них 5. По оценкам историков кино, в тот год конкуренция была достаточно слабой. Наиболее серьёзными конкурентами считались «Звуки музыки» Роберта Уайза и «Корабль дураков» Стэнли Крамера. Лин рассчитывал на получение приза в главной номинации лучшему режиссёру, но этого не произошло. Статуэтки в самых престижных номинациях перехватили другие картины и, прежде всего, «Звуки музыки», которая полностью снималась на 70 мм плёнку. Однако «Оскар» за лучшую операторскую работу (цветные фильмы) достался Фредди Янгу. Сам Янг на церемонию вручения не явился, и премию за него получала Инга Стивенс. Кстати, Лин получил статуэтку и за Роберта Болта, который также отсутствовал на церемонии. Болту был запрещён въезд в США из-за его криминального прошлого. Джули Кристи получила премию киноакадемии, вручаемую лучшей актрисе, но не за участие в «Докторе Живаго», а за фильм «Дорогая». Фильм стал важной вехой в её карьере, хотя Джули Кристи потом так и не достигла того успеха, что ждал её в 1966 году после «Доктора Живаго» и «Дорогой».

### Критика

Тоня Громеко (Джеральдин Чаплин) и Юрий Живаго (Омар Шариф) на фоне их имения в Варыкино. Чрезмерное присутствие мелодрамы и «клюквы» в сюжете картины повлекло за собой основные нападки критики

Критики, прозвав картину «Унесёнными ветром в снегах», дали противоречивую и в целом негативную оценку картине. Жёсткой оценке подверглось режиссёрское решение, чрезмерная затянутость, излишняя мелодраматичность сюжета. Роджер Эберт назвал её «лубочным изображением революции», а сюжет «бессмысленным нагромождением», несмотря на необычайные усилия по воссозданию российского колорита и духа на экране. Полин Кейл отозвалась о режиссёрской манере Лина как о примитивной. Дэйв Кер в своей рецензии написал о том, что вся немалая продолжительность картины так и не была использована по назначению. Психологический эффект, на который рассчитывали создатели, в ней так и не был достигнут. Экранное действие настолько провисает, что напоминает затянувшийся просмотр мыльной оперы на киноэкране. Игра Шарифа, по мнению Керра, неубедительна, и актёру не хватает таланта, чтобы вытянуть столь многогранную роль, как Юрий Живаго. Скотт Розенберг в газете San Francisco Chronicle назвал «Доктора Живаго» самой слабой картиной в трилогии. Русская революция в картине — фактор, отвлекающий зрителя от любовной истории и «выставки русских мехов» — так он откликнулся о сюжетном конфликте. Даже в сдержанной рецензии Босли Кроутер, один из самых авторитетных специалистов своего времени, написал о том, что сценарист свёл размах русской революции к банальной мелодраме. Актёрскую игру Кроутер назвал на удивление пассивной. Удары судьбы Юрий и Лара воспринимают с необъяснимой покорностью и равнодушием, слабо сочетающимися с общим настроением картины.
Одной из немногих ранних благожелательных рецензий была развёрнутая статья в Life Ричарда Шикеля, назвавшего постановку умным и артистичным «визуальным эквивалентом» романа Пастернака. По версии журнала Times работа Лина — триумф. Блестящих отзывов журнала заслужила и драматическая составляющая картины. Отдельные положительные голоса звучали в пользу актёрской игры. Критик Variety Мёрфи отметил работу Шарифа и Кристи, создавших достоверные образы своего поколения, воплощающие режиссёрский замысел пронзительной любовной драмы. Большинство специалистов единодушно высоко оценили работу художника-постановщика, декоратора и оператора, создавших визуальное решение картины, исключительно важное для донесения драматической составляющей.

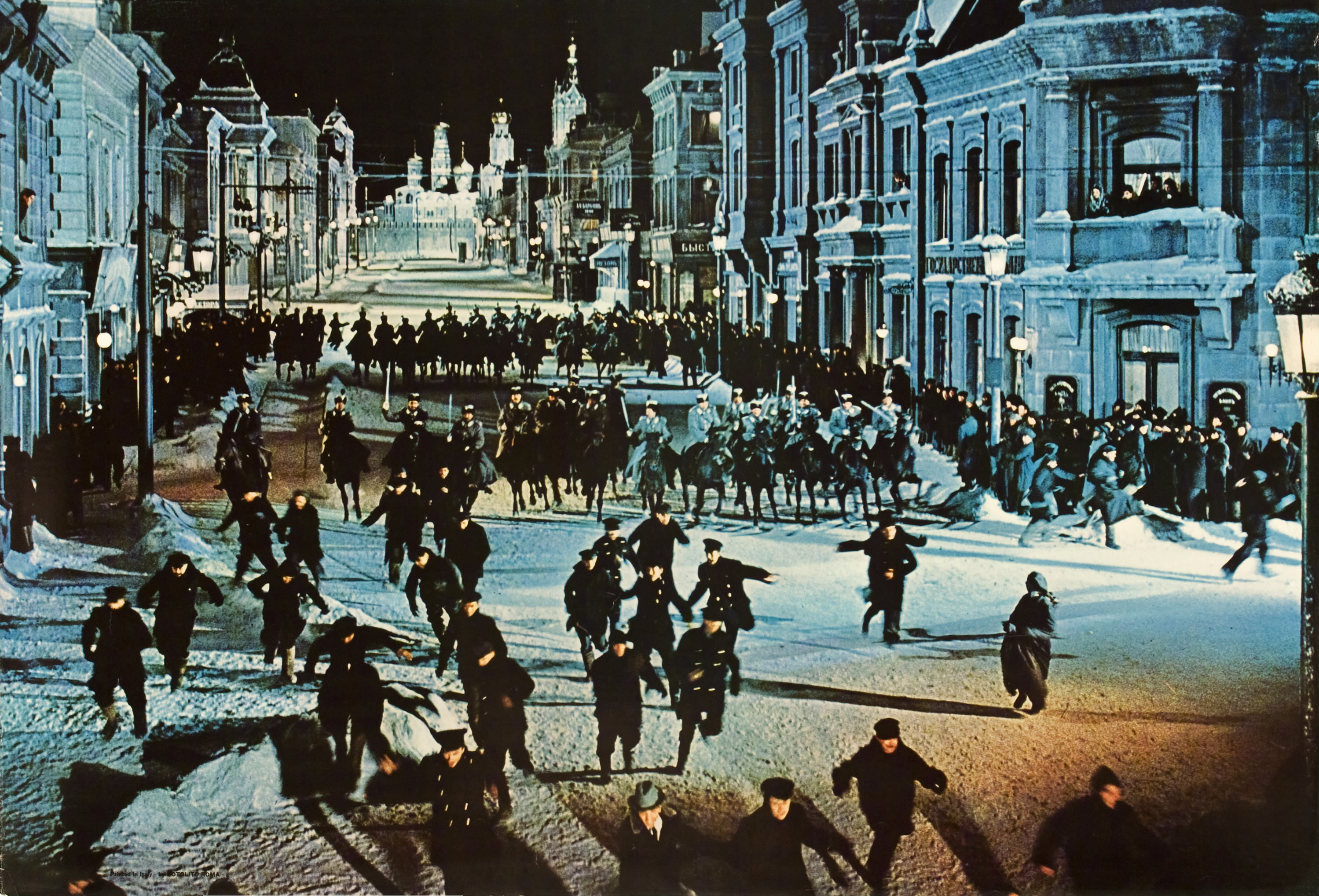
Сцена разгона демонстрации, снятая в пригороде Мадрида Канильехас

У российских критиков картина также получила весьма противоречивые рецензии. Российскому зрителю прежде всего бросается в глаза множество заезженных западных штампов, касающихся быта и нравов, масса исторических неточностей. Михаил Трофименков («КоммерсантЪ») иронически отозвался о том, что картину совершенно не обязательно было запрещать — такой анекдот без опаски можно было показывать и в СССР, во времена холодной войны. Александр Журавлёв (BBC Russian) высказался так: фильм был снят про русских, но не для русских. Андрей Плахов охарактеризовал картину как экзотическую мелодраму. Дмитрий Быков в целом положительно отозвался о работе Лина, написав, что видимые нестыковки фильма хорошо соответствуют сказочной фабуле романа и добавил, что «Доктор Живаго» словно создан для экранизации. Александр Прошкин, назвав картину вампукой, тем не менее отдал ей должное, отметив способность Дэвида Лина передать западному зрителю ощущение страны, пережившей исторический перелом. У писателя Владимира Сорокина фильм оставил «удивительное, щемящее, ни с чем не сравнимое послевкусие… словно видишь Россию в перевернутый добротный цейссовский бинокль, видишь то, что ушло навсегда и никогда уже не вернется».
Картина полна сцен, которые и русские, и американские критики назвали «клюквой». Начиная с эпизода в прологе, в котором серые колонны работников выходят из мрачного тоннеля с огромной красной звездой над сводом, почему-то держась за руки. Главный герой имеет привычку носить косоворотку и владеет загородным имением о семи куполах. Отдельного упоминания заслужил саундтрек картины. Постоянный мотив балалайки (визуальный и звуковой) должен был, вероятно, придать картине «русское» настроение и ностальгию, но вместо этого только надоедает своей вымученной мелодраматичностью. Босли Краузер также заметил, что в фильме потерялась аура оригинала, связанная с замечательными поэтическими отступлениями Пастернака, украшающими книгу. Какой из Юрия Живаго поэт — зрителю фильма приходится только догадываться.

Неважно, насколько хороша графика, созданная мистером Лином, а она, поверьте мне, великолепна — декорации, операторская работа в цвете полны вкуса и совершенно исключительны. Неважно, насколько хорош жалкий идеалист доктор Живаго в исполнении неотразимого черноглазого красавца Омара Шарифа. Неважно, как печальна и смела очаровательная юная Джули Кристи, изображавшая бойкую, но несколько запутавшуюся Лару. Затянувшаяся грусть этих двух любовников не может спасти картину. Обязательные стороны драмы: действие и саспенс — здесь не работают из-за необъяснимой пассивности, овладевшей всеми персонажами картины.
Оригинальный текст (англ.)
No matter how richly graphic these affairs have been made by Mr. Lean—and, believe me, he has made them richly graphic; the decor and color photography are as brilliant, tasteful, and exquisite as any ever put on the screen.

No matter how sweet and loving, idealistic and pitiable the handsome Dr. Zhivago is invariably made to seem by dark-eyed, intense Omar Sharif, and no matter how sad and brave the remarkable young Julie Christie makes the bold but confused Lara be, the long-drawn sadness of these two lovers is not enough for the crux of this film. Furthermore, the necessities of drama—of action and suspense—are not served by the fact that these two people and some others are possessed by a strange passivity.
— Босли Краузер
Дэвид Лин был глубоко расстроен едкой реакцией критиков, которая продолжилась и после премьеры по всему миру. Он считал, что правильному восприятию картины мешал поспешный монтаж и непонимание авторского замысла. Во время рекламного тура по продвижению картины в Великобритании Лин даже вступил в агрессивную полемику с одним из местных кинообозревателей. Лукино Висконти вспоминал, как после сеанса «Доктора Живаго» он предложил другу тут же сходить на фильм ещё раз. «Только давай скроемся на задних рядах — если они [критики] заметят, то мне конец», — сказал Висконти. После «Доктора Живаго» Лин надолго отошёл от профессиональной деятельности и следующую картину снял только в 1970 году.

### Влияние и значение

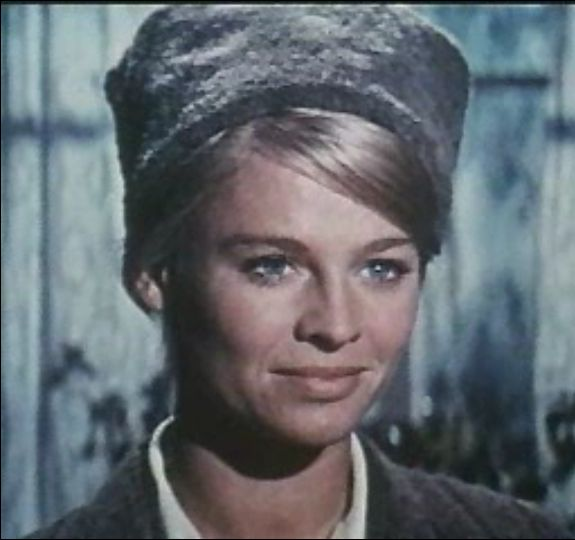
Такой фасон головных уборов в Великобритании называют Zhivago

«Доктор Живаго» стал вторым самым кассовым фильмом после «Унесённых ветром» в истории MGM. Сборы картины в США принесли по оценкам сайта Box Office Mojo около 111 000 000 долларов. C учётом инфляции, в 2013 году эта сумма соответствовала бы 999 000 000 долларов, что даёт фильму 8 место в списке лучших картин в прокате в США за всю историю кино. Мировой прокат принёс, по некоторым оценкам, около 200 000 000 долларов. Особенно удачным контракт на участие в «Докторе Живаго» стал для Омара Шарифа, оговорившего процент с проката. Всего он заработал около 10 млн долларов.
«Доктор Живаго» стал первым (со времён Второй мировой войны) цветным блокбастером, в котором сюжет полностью протекает в России и СССР. В 1960-е годы тема Советского Союза, в связи с Карибским кризисом, полётом первого космонавта и другими эпохальными событиями, была весьма популярна в мире. Выход фильма на экраны вызвал резонанс и привёл к росту интереса западной общественности к русской-советской истории и литературе. Картина несла в себе значительный идеологический посыл. Сложный и своеобразный образ Юрия Живаго, других персонажей в картине, разрушали сложившиеся стереотипы о русских. Снова привлекла к себе пристальный интерес общественности трагическая фигура Бориса Пастернака и проблема с правами человека в СССР. Традиции в изображении России и русских впоследствии нашли отражение в голливудских фильмах, таких как «Красные», «Москва на Гудзоне» и других.
После выхода картины женские округлые меховые шапки и мужские папахи в Великобритании до сих пор называют фасоном Zhivago. Модные дома Сен-Лорана и Диора в 1966 году выпустили зимние коллекции, вдохновлённые настроением фильма и нарядами героев. В моду у мужчин даже вошли бороды и усы, которые носили персонажи. В октябре 1966 года журнал Esquire под впечатлением от шумихи, связанной с прокатом картины, написал: «В этом году водка в объёмах продаж обойдёт джин».

### Стиль
Исаак Дойчер назвал роман «Доктор Живаго» параболой забытого поколения. В отличие от «Войны и мира», роман не фокусирует внимание читателя на историческом контексте событий. Войны и революции здесь являются, скорее, фоном личной драмы героев. Автор романа намеренно избегает оценок режима и идеологии. Именно этого авторского стиля и придерживались режиссёр и сценарист. Парадокс построения книги в том, что написанная как эпопея, она по духу не вполне соответствует эпопее. «Действие в картине не должно перевешивать внутреннее и духовное начало Юрия», — писал в заметках к сценарию Дэвид Лин.

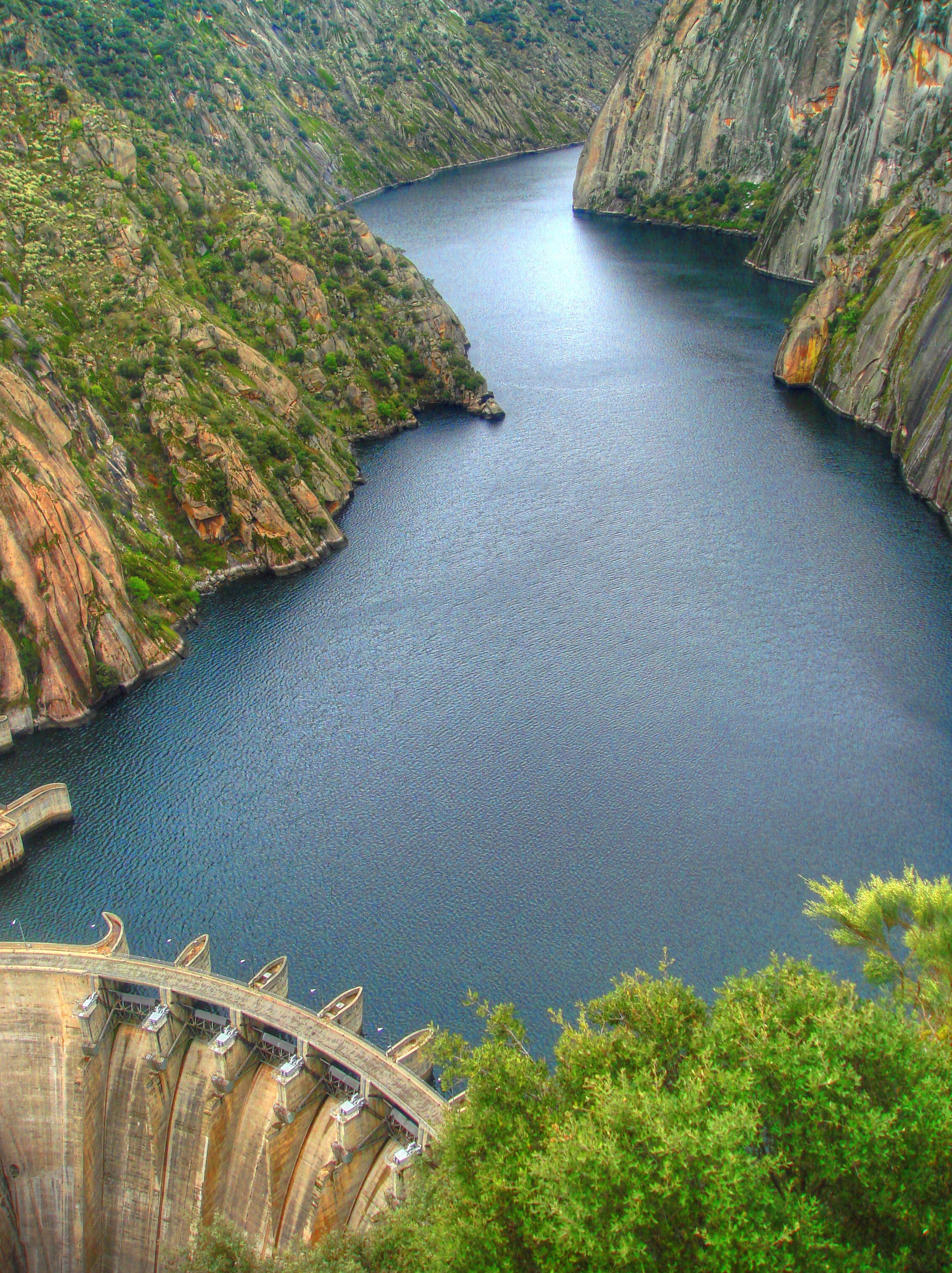
Плотина на реке Дуэро в районе Альдеадавилы, где снимались начальные и финальные сцены.

Трагическая фигура главного героя сторонится эпохальных перемен. Критики среди основных проблем картины отмечали странное бессилие и равнодушие героев, которых словно несёт течением бурного времени. Режиссёр считал, что не обязательно излишне фокусировать внимание на исторической канве. Особенность режиссёрского решения, найденного в ходе съёмок, состояла в том, что Лин решил не уделять пристальное внимание насилию и крови. Это заметно по сцене разгона демонстрации. Сцена, следуя общему замыслу, словно подсмотрена из глаз Юрия. Он шокирован жестокостью казаков, разгоняющих мирных жителей, и не хочет её видеть. Только в конечных кадрах камера фокусирует внимание зрителя на крови и смерти. Эпизод был создан под влиянием известной сцены жестокого разгона демонстрации из «Броненосца „Потёмкина“» Эйзенштейна. Очень сложно в романе и фильме провести привычные причинно-следственные связи в поступках героев и событий. Сценарист был даже вынужден ввести в повествование фильма связующую нить в виде рассказчика с тем, чтобы зритель не потерял интерес.
Символика картины, противопоставление образов поддерживают это настроение. Море цветов, окружающих героя, льдинки, превращающиеся в лепестки. Излюбленный символ Пастернака — горящая свеча. Все эти символы подчёркивают поэтическую, творческую сторону характера героев. Другой противопоставленный набор символов: гигантская электростанция и плотина, портрет «вождя народов» подчиняет ритму времени и возвращает зрителя к трагической реальности истории. Важным для сюжета является образ Евграфа Живаго, выступающего в роли рассказчика и ангела-хранителя своего сводного брата. Убеждённый коммунист и сотрудник силовых органов, он возвращает память о Юрии Живаго в поколениях.
Душевные метания героя между двумя любящими женщинами на фоне исторических катаклизмов — один из самых популярных в мировой культуре сюжетов, повторяющийся в вариациях ещё со времён «Одиссеи» Гомера (можно вспомнить также «Войну и мир» и «Тихий Дон»). Особенность вариации любовного треугольника в «Докторе Живаго» — в подчёркнутой безэмоциональности героев, предпочитающих скрывать свои чувства. Взаимоотношения героев также выражаются символически. Алое платье Лары — символ её греховности в сцене совращения. Жёлтые цветущие нарциссы — при встрече, опадающие подсолнухи — при расставании. Ледяной дворец, символизирующий разлуку, на которую обречены герои. Визуальное решение картины — практически единственная её составляющая часть, которую единодушно поддержали критики. По мнению Ричарда Шикеля, кажущаяся пустота и пассивность героев — это следование авторскому стилю Пастернака. Лин попытался передать то, что почти не поддаётся воспроизведению при экранизации — поэтический дух Пастернака. Даже совершенное владение методами визуализации здесь не спасает, эта задача оказалась слишком сложна для воплощения.

### Награды
| Награда                                              | Кому присуждена                                    |
| 1965 — премия нью-йоркской ассоциации кинокритиков   | 1965 — премия нью-йоркской ассоциации кинокритиков |
| ---------------------------------------------------- | -------------------------------------------------- |
| Лучший режиссёр                                      | Дэвид Лин (2-е место)                              |
| 1966 — победа: премия «Оскар»                        |                                                    |
| Лучшая работа художника-постановщика (цветной фильм) | Джон Бокс, Теренс Марш, Дарио Симони               |
| Лучшая операторская работа                           | Фредди Янг                                         |
| Лучший дизайн костюмов                               | Филлис Долтон                                      |
| Лучшая музыка                                        | Морис Жарр                                         |
| Лучший адаптированный сценарий                       | Роберт Болт                                        |
| Номинации:                                           |                                                    |
| Лучший фильм                                         | Карло Понти                                        |
| Лучшая мужская роль второго плана                    | Том Кортни                                         |
| Лучшая режиссура                                     | Дэвид Лин                                          |
| Лучший монтаж                                        | Норман Сэвидж                                      |
| Лучший звук                                          | Альфред Уоткинс, Фрэнклин Милтон                   |
| 1966 — победа: премия «Золотой глобус»               |                                                    |
| Лучший фильм-драма                                   | Карло Понти                                        |
| Лучший актёр фильма-драмы                            | Омар Шариф                                         |
| Лучшая режиссура                                     | Дэвид Лин                                          |
| Лучшая музыка к фильму                               | Морис Жарр                                         |
| Лучший сценарий                                      | Роберт Болт                                        |
| Номинация:                                           |                                                    |
| Лучшему новичку — женская роль                       | Джеральдин Чаплин                                  |
| 1966 Каннский кинофестиваль                          |                                                    |
| Участие в основном конкурсном показе                 |                                                    |

| Награда                                                     | Кому присуждена                |
| 1967 — номинации: премия BAFTA                              | 1967 — номинации: премия BAFTA |
| ----------------------------------------------------------- | ------------------------------ |
| Лучший британский актёр                                     | Ральф Ричардсон                |
| Лучшая британская актриса                                   | Джули Кристи                   |
| Лучший фильм                                                | Дэвид Лин                      |
| 1967 — победа: премия «Давид ди Донателло»                  |                                |
| Лучшая иностранная актриса                                  | Джули Кристи                   |
| Лучший иностранный режиссёр                                 | Дэвид Лин                      |
| Лучший иностранный продюсер                                 | Карло Понти                    |
| 1974 — победа: премия Национального совета кинокритиков США |                                |
| Лучшая актриса                                              | Джули Кристи                   |
| Премия Top Ten                                              |                                |
| 1988 — победа: премия «Выбор народа»                        |                                |
| Лучшая песня всех времён и народов                          | «Тема Лары»                    |
| 1967 — победа: премия «Золотой экран»                       |                                |
| Премия дистрибьютору                                        | MGM                            |
| 1966 — победа: премия Laurel                                |                                |
| Лучшая драма                                                | 1-е место                      |
| Лучшее драматическое исполнение мужской роли                | Омар Шариф (2-е место)         |
| Лучшее исполнение мужской роли второго плана                | Том Кортни (3-е место)         |
| 1967 — победа: премия «Грэмми»                              |                                |
| Лучшая музыка для фильма или телевизионной передачи         | Морис Жарр                     |

Информация по премиям и номинациям представлена согласно данным сайта imdb.com

## Музыка
Кандидатуру композитора Лин окончательно утвердил, когда съёмки близились к концу, поэтому на сочинение у Мориса Жарра было всего около 6 недель. Лин первоначально хотел позаимствовать русскую песню или народную мелодию и привести её в фильме в современной аранжировке. После того, как Лин показал отрывок из фильма Морису Жарру, композитор самостоятельно написал пробный материал на ключевую тему для Лары Антиповой. После четырёх неудачных попыток Жарр, наконец, выдал то, что устроило режиссёра, — лёгкую тему вальса. За «темой Лары» последовала остальная музыка для фильма, написанная уже без особых задержек. Жарр вдохновлялся музыкой Чайковского и Римского-Корсакова. Для придания национального колорита Жарр часто прибегал к партии балалайки. Никто из исполнителей музыкальной студии MGM не владел этим инструментом. Жарру пришлось съездить в Православную церковь в Лос-Анджелесе и найти специалистов по игре на балалайке там. Балалаечники не умели читать ноты с листа, и Жарру пришлось сыграть мелодию несколько раз, чтобы они выучили её на слух. В картине звучат известные русские мотивы: «Прелюдия соль-минор № 5 (опус 23)» Рахманинова, литургия «Вечная память», гимн «Боже, Царя храни!».
При исполнении музыки оркестром Жарр задействовал любимые инструменты: клавесин, электропианино и синтезатор Муга. Звучала в сопровождении и такая экзотика, как сямисэн, кото и гонг. Всего оркестр студии MGM при записи насчитывал до 110 музыкантов, а хор 40 исполнителей — крупнейший коллектив из когда-либо востребованных для озвучивания фильмов.
Работа Жарра получила признание критики и аудитории, в особенности тема Лары, ставшая самостоятельно известной, чем немало способствовала популярности фильма. Саундтрек к фильму был выпущен в виде LP-альбома в январе 1966 года, и до конца 1967 года было продано более двух миллионов его экземпляров. Всего альбом оставался в американских чартах 157 недель. В 1967 году Рэй Коннифф записал «тему Лары» как песню и получил премию «Грэмми» в номинации «Исполнение поп-композиции с хором». Песня «Somewhere, My Love» (стихи Пола Уэбстера) приобрела широкую известность, неоднократно записывались её кавер-версии. Её исполняли чехословацкие певцы Карел Готт и Милан Хладил, и так музыка попала к советской аудитории. В 1988 году «Somewhere, My Love» («тема Лары») выиграла премию «Выбор народа» в номинации «Любимая музыка всех времён».
Морис Жарр остался не вполне доволен конечным результатом. При монтаже кинотеатральной версии многие из треков, что он написал, исчезли. Вместо этого были включены многократные повторения основной темы, которые тем самым принижали достоинство композиции. Жарр считал, что вырезанный материал был очень хорошего качества. В 1995 году лейбл Rhino Entertainment выпустил CD с саундтреком картины, длительностью 69 минут, включающий все музыкальные номера к фильму.

## Издания
В 1995 году фильм был выпущен на VHS и на лазердиске в режиссёрской версии длительностью 197 минут. На DVD фильм впервые был восстановлен и выпущен в 2001 году. Цифровая версия была подготовлена в двухдисковом варианте (DVD-14 + DVD-5), в котором фильм был разделён на две части на двух сторонах. Фильм снимался на плёнке в соотношении 2:20-1 и при оцифровке переведён на DVD в формате 2:35-1. Как было принято в те годы, картина начинается с увертюры, и между двумя частями звучит интермеццо. По оценке ресурса DVD Savant, восстановление плёнки и перенос в цифровой формат были проведены компанией Lowry Digital Images на высоком уровне. Полная длительность восстановленной картины составляла 200 минут, за счёт трёх минут дополнительных сцен, найденных в архивах. В 2010 году, к 45-летию выхода на экраны, было осуществлено новое издание на DVD (DVD-18 + DVD-5) и на Blue-Ray (два диска, трансфер в 1080p/VC-1).
Среди дополнительных материалов наиболее интересен 60-минутный документальный фильм «„Doctor Zhivago“: The Making of a Russian Epic», снятый в 1995 году для издания на лазердиске. Рассказчиком в нём выступает Омар Шариф. Фильм содержит воспоминания Рода Стайгера, Джеральдин Чаплин, а также интервью с Ольгой Ивинской, ставшей прототипом для образа Лары Антиповой в романе.

### на английском языке
- Phillips G. Beyond the Epic: The Life and Films of David Lean. — Ил. — University Press of Kentucky, 2006. — С. 1. — 592 с. — ISBN 9780813124155.
- Santas C. The Epic Films of David Lean. — Ил. — Scarecrow Press, 2011. — С. 13. — 240 с. — ISBN 9780810882102.
- Robinson H. Russians in Hollywood, Hollywood's Russians: Biography of an Image. — Ил. — UPNE, 2007. — С. 16. — 314 с. — ISBN 9781555536862.
- Levy E. All About Oscar: The History and Politics of the Academy Awards. — 2,. — Continuum International Publishing Group, 2003. — С. 17. — 390 с. — ISBN 9780826414526.
- Charles Shiro Tashiro. Pretty Pictures: Production Design and the History Film. — Ил. — University of Texas Press, 1998. — С. 18. — 234 с. — ISBN 9780292781504. (недоступная ссылка)
- The American Film Institute Catalog: Feature Films. — University of California Press, 1997. — С. 24. — 2148 с. — ISBN 9780520209701.
- Phillips G.D. Major Film Directors of the American and British Cinema. — 2,. — Lehigh University Press, 1999. — С. 25. — 322 с. — ISBN 9780934223591.
- Clowes E.W. Pasternak's "Dr. Zhivago": A Critical Companion. — 2. — Northwestern University Press, 1995. — С. 26. — 169 с. — ISBN 9780810112117.
- Finler W.J. The Hollywood Story. — 3,. — Wallflower Press, 2003. — С. 27. — 419 с. — ISBN 9781903364666.
- Anthony Hayward. Christie J. — Chivers Press, 2001. — С. 28. — 299 с. — ISBN 9780786231898.
- MacDonald L.E. The Invisible Art of Film Music: A Comprehensive History. — Ил. — Scarecrow Press, 1998. — С. 30. — 431 с. — ISBN 9781880157565.
- Garthoff R.L. Détente and Confrontation: American-Soviet Relations from Nixon to Reagan. — 2. — Brookings Institution Press, 1994. — С. 35. — 1206 с. — ISBN 9780815730415.
- Palmer W.J. The Films of the Eighties: A Social History. — SIU Press, 1995. — С. 37. — 335 с. — ISBN 9780809320295.

### на русском языке
- Быков Д.Л. Борис Пастернак. Жизнь замечательных людей. — Молодая гвардия, 2007. — С. 20. — 599 с. — ISBN 5-235-02943-7.